# Lars Bruzelius
Lars Henrik Bruzelius, född 12 januari 1943, är en svensk företagsekonom.
Lars Bruzelius är son till Anders Bruzelius och Ingrid Bruzelius samt bror till Karin Maria Bruzelius och Nils Bruzelius. Han växte upp i Lund och studerade ekonomi på Lunds universitet 1963–1972.
Bruzelius är docent i företagsekonomi vid Lunds universitet och har arbetat bland annat som administrativ direktör på Gambro i Lund 1982–1985. Han har sedan 1972 arbetat som managementkonsult, först i SIAR i tio år och därefter i BSI sedan 1985 i Bruzelius-Skärvad International, numera BSI & Partners. Han var styrelseordförande i det av Lunds universitet majoritetsägda investeringsföretaget Lund University Bioscience AB 2012–2018.